# Peperomia emarginella
Peperomia emarginella là một loài thực vật có hoa trong họ Hồ tiêu. Loài này được (Sw. ex Wikstr.) C.DC. miêu tả khoa học đầu tiên năm 1869.